# Charles Bolden

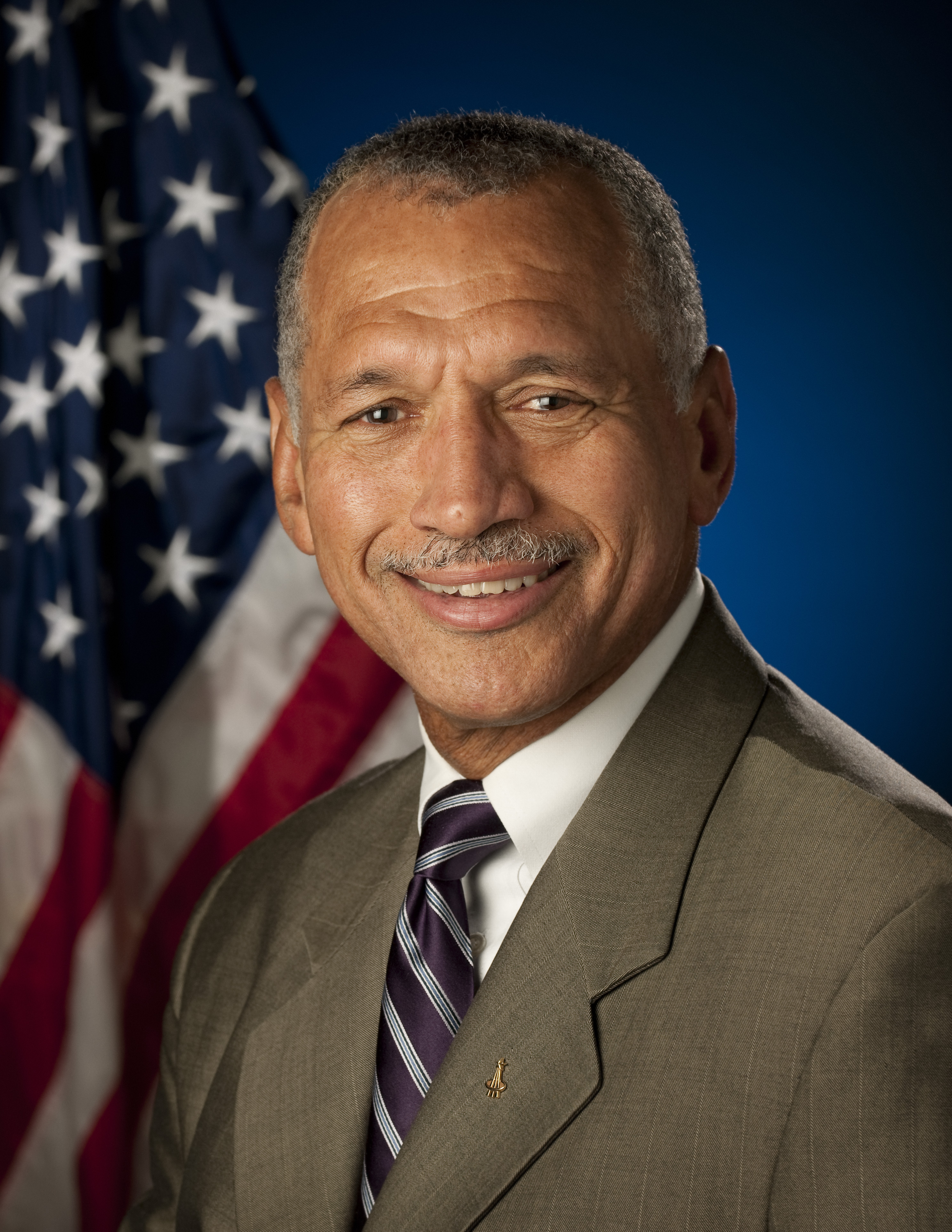
Charles Bolden

Charles Frank "Charlie" Bolden, Jr (Columbia, 19 augustus 1946) is een voormalige directeur (afgezwaaid januari 2017) van NASA en een gepensioneerde United States Marine Corps majoor-generaal en NASA-astronaut.

## Levensloop
Bolden studeerde in 1964 af aan de C.A. Johnson High School in Columbia (South Carolina), waar zijn vader de voetbalcoach was. Hij behaalde een 'Bachelor of Science'-diploma in elektrische wetenschappen van de United States Naval Academy in 1968, en een 'Master of Science' in systeembeheer van de University of Southern California in 1977. Bolden is lid van het Omega Psi Phi-broederschap.
In 1968 studeerde Bolden af aan de United States Naval Academy. Daarna werd hij marinevlieger en testpiloot. Na zijn dienst als astronaut kreeg hij de titel 'Deputy Commandant of Midshipmen at the Naval Academy'. 
Als astronaut vloog Bolden op vier spaceshuttlemissies waarbij hij twee keer piloot was en tweemaal gezagvoerder.
Op 23 mei 2009 werd Bolden  door Barack Obama genomineerd als de volgende NASA-directeur. Tegelijk werd Lori Garver genomineerd als plaatsvervangend NASA-directeur. Op 15 juli 2009 werd Bolden officieel in zijn nieuwe functie bevestigd door de Senaat. Hij is de eerste Afro-Amerikaanse directeur van een agentschap op permanente basis.
Onder zijn bewind als NASA-directeur werd Project Constellation gestopt, het Spaceshuttleprogramma afgerond, het Space Launch System ontwikkeld, werden de eerste  Orion-capsules gebouwd, werd het Commercial Resupply Services-programma actief en werd de ontwikkelingsfase van het Commercial Crew-programma opgestart.
Na zijn tijd bij NASA ging Bolden aan de slag bij Axiom Space.